# Gradets
Gradets o Gradec es un pueblo ubicado en el municipio de Kriva Palanka, en Macedonia del Norte.

## Superficie
Posee una superficie de 24,90 kilómetros cuadrados.

## Demografía
Hasta 2021 la población era de 283 habitantes, con una densidad de población de 11,37 habitantes por kilómetro cuadrado.